# Didier Bajura
Didier Bajura (Haine-Saint-Paul, 7 april 1954) is een Belgisch oud-politicus voor de PCB.

## Levensloop
Bajura was achtereenvolgens industrieel tekenaar, draaier en bediende. Bij de aanvang van zijn professioneel leven, schreef hij zich in als lid van de metaalcentale van het CSC en werd actief bij de ACV-jongeren van zijn streek. Vervolgens sloot hij aan bij het CGSP (FGTB). Niet voor lang echter, want hij werd actief in een onafhankelijke vakbond en vanaf 2004 sloot hij aan bij de CSC-bediendenvakbond CNE (de Waalse tegenhanger van de LBC).  
In 1980 was hij lid geworden van de Parti communiste de Belgique (PCB) en werd al vlug lid van het comité voor Waals-Brabant en vervolgens van het Centraal Comité. Hij werd tevens lid van het Politiek Comité van deze communistische partij. Tegelijk nam hij deel aan activiteiten van het ACW. Op 11 oktober 1983 werd hij, in opvolging van de ontslagnemende Jacques Nagels, aangesteld als lid van de Kamer van volksvertegenwoordigers voor het arrondissement Nijvel. Bij zijn intrede was hij, samen met Olivier Deleuze, de jongste verkozene en was hij eveneens een van de eerste parlementsleden van Zuid-Europese origine. Hij was een van de twee laatste vertegenwoordigers van de KPB in het Belgisch parlement. Vanuit zijn mandaat zetelde hij ook in de Waalse Gewestraad en de Raad van de Franse Gemeenschap Bij de volgende wetgevende verkiezingen van 1985 werd hij niet meer herkozen.
In juni 1999 was hij kandidaat voor de Europese verkiezingen, op de kieslijst Debout, aangevoerd door Roberto D'Orazio, bekend van onder meer de stakingen in de Forges de Clabecq. De lijst behaalde 46.088 stemmen, goed voor 1,99% van de uitgebrachte stemmen. Dit was echter onvoldoende voor een verkozene. Bajura werd nadien eerste afgevaardigde van de CNE-syndicale delegatie bij de Université libre de Bruxelles (ULB), waar hij werkt in de onderzoekseenheid Waterbehandeling en vervuiling. Tevens is hij lid van het nationaal bestuur van het CNE. 